# 新幹線400系電車
新幹線400系電車（しんかんせん400けいでんしゃ）は、かつて東日本旅客鉄道（JR東日本）に在籍していた新幹線車両。日本初の新幹線直行特急（ミニ新幹線）用車両。

## 概要
東北新幹線と新幹線と同じ標準軌に改軌した在来線の奥羽本線（山形線）を直通運転する、山形新幹線「つばさ」用として開発・製造された。
1990（平成2）年に試作車が落成し、1992（平成4）年に量産車が落成した。当初は全車電動車の6両編成で、1995（平成7）年より中間車両（付随車）を1両増結して7両編成となった。
車両は増結車の429形を除いて第三セクターの「山形ジェイアール直行特急保有株式会社」が所有（車籍はJR東日本）し、JR東日本が借り受けて運行を行った。
東北新幹線としても10年ぶりの新形式であったことから、200系からのイメージ脱却を目指し、以下を基本コンセプトとした。
- トータルコンセプト：「21世紀志向の高速列車」
- エクステリアイメージ：「アドバンス＆ソリッド」
- インテリアイメージ：「ソフト＆アドバンス」

編成記号は「L」を使用していた。

## 車両概説
本項では、特記が無い限り落成当時の仕様について述べる。

### 車体
分類上は新幹線車両ではあるが、在来線区間も走行するため、車体長20,000mm・車体幅2,945mmと在来線の車両限界の規格に合わせている。
車体は普通鋼製で、客室窓は普通車が座席2列に1枚の大窓を、グリーン車が座席1列に1枚の小窓を採用している。塗装はシルバーメタリック■を基調とし、窓回りと屋根上に濃いグレー■が配され、側窓下は緑帯■が配されている。車体側面に貼付されていたロゴマークには、形式称号の「400」が表記されていた。
新幹線の各駅で新幹線専用プラットホームとの間に大きな隙間ができるため、ドアの部分には延長ステップが装備され、新幹線の各駅での停車中に限り自動的にステップが引き出され、ホームとの隙間を埋めている。
東京寄りの先頭車（11号車）には分割・併合装置が収められ、他の新幹線と連結することが可能となった。2001（平成13）年9月20日までは200系とも連結運転をしていたが、その後の営業運転ではE4系のみと連結運転していた。

なお、車両規格が在来線のため車両の断面積が小さく空気抵抗が少ないため、これを利用して運用開始前の1991（平成3）年に上越新幹線で高速度試験を実施している。3月16日には336km/hを、9月29日には345km/hを記録している。

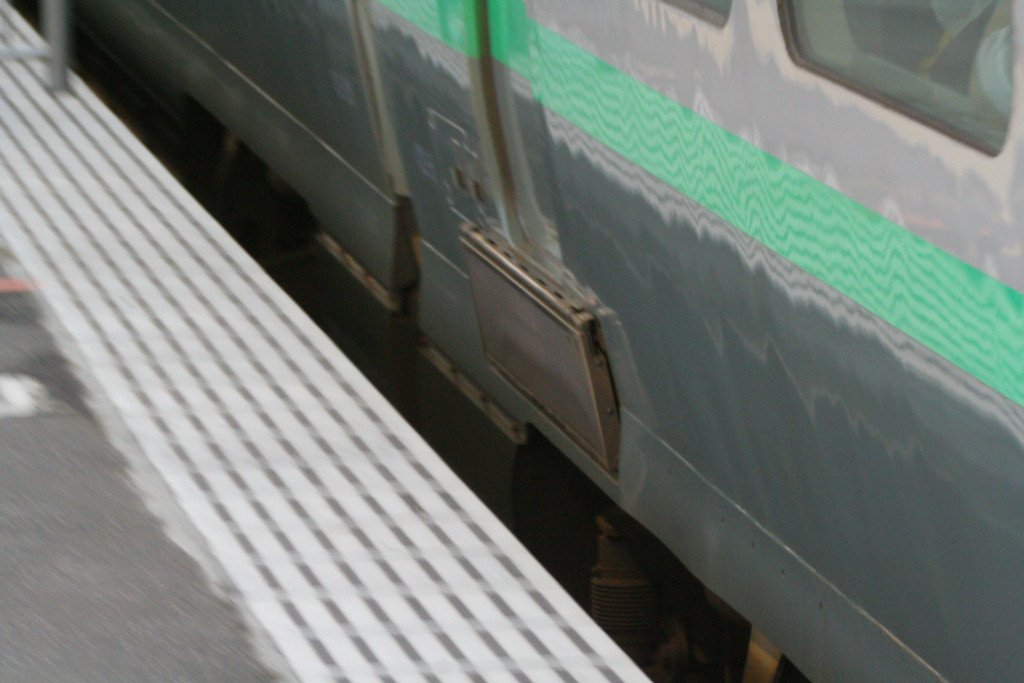
ホームと車体間を埋めるステップを格納した状態
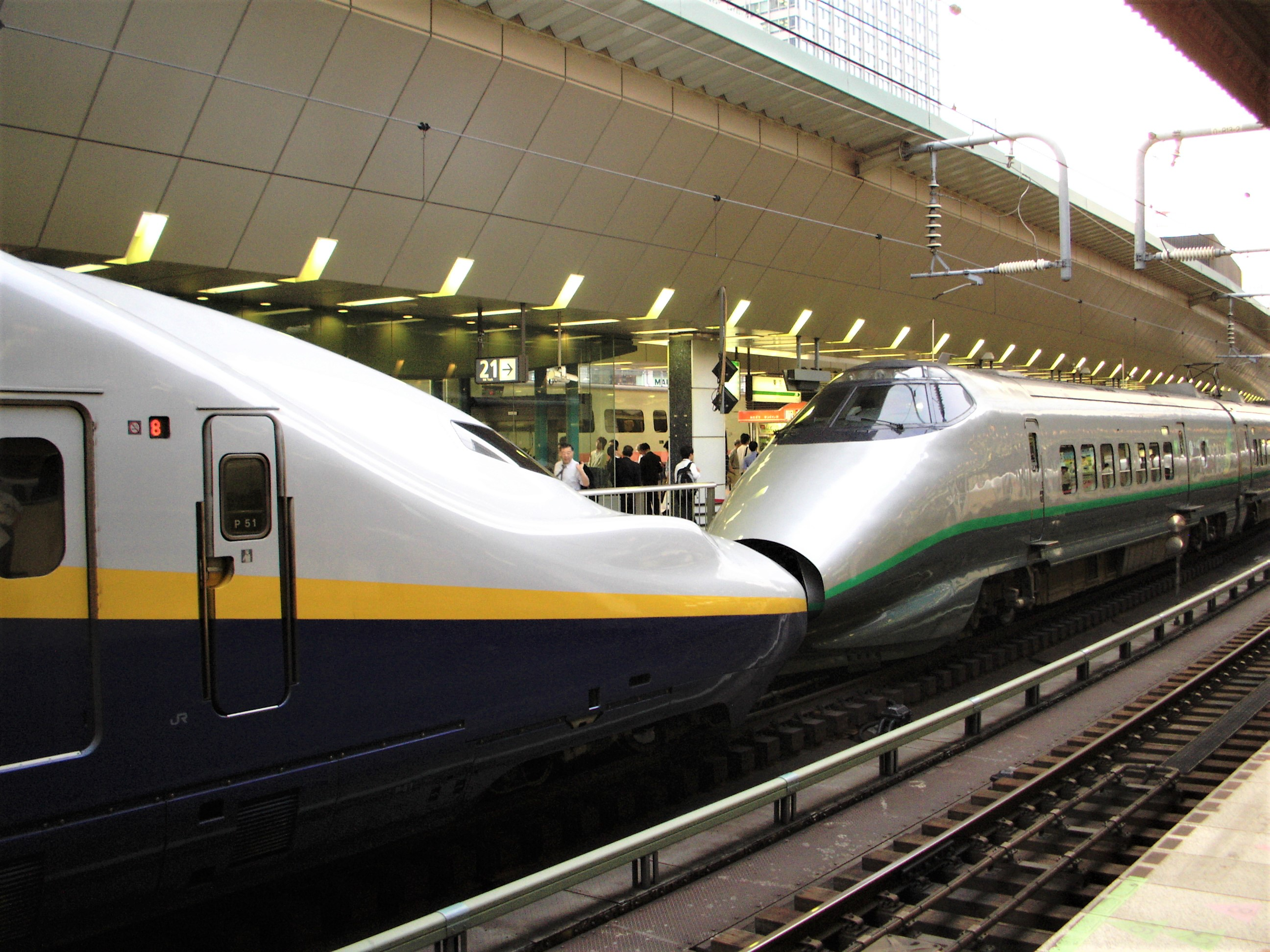
E4系「Max」との連結状態
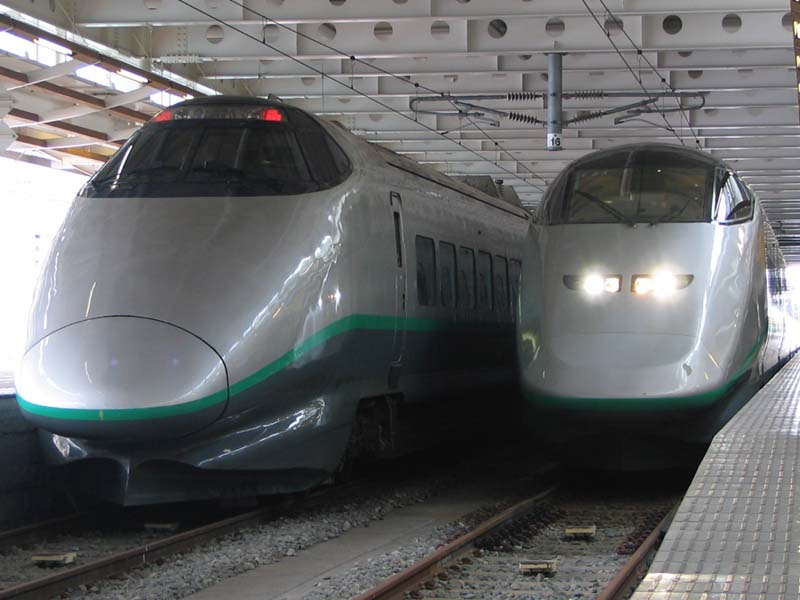
400系とE3系1000番台

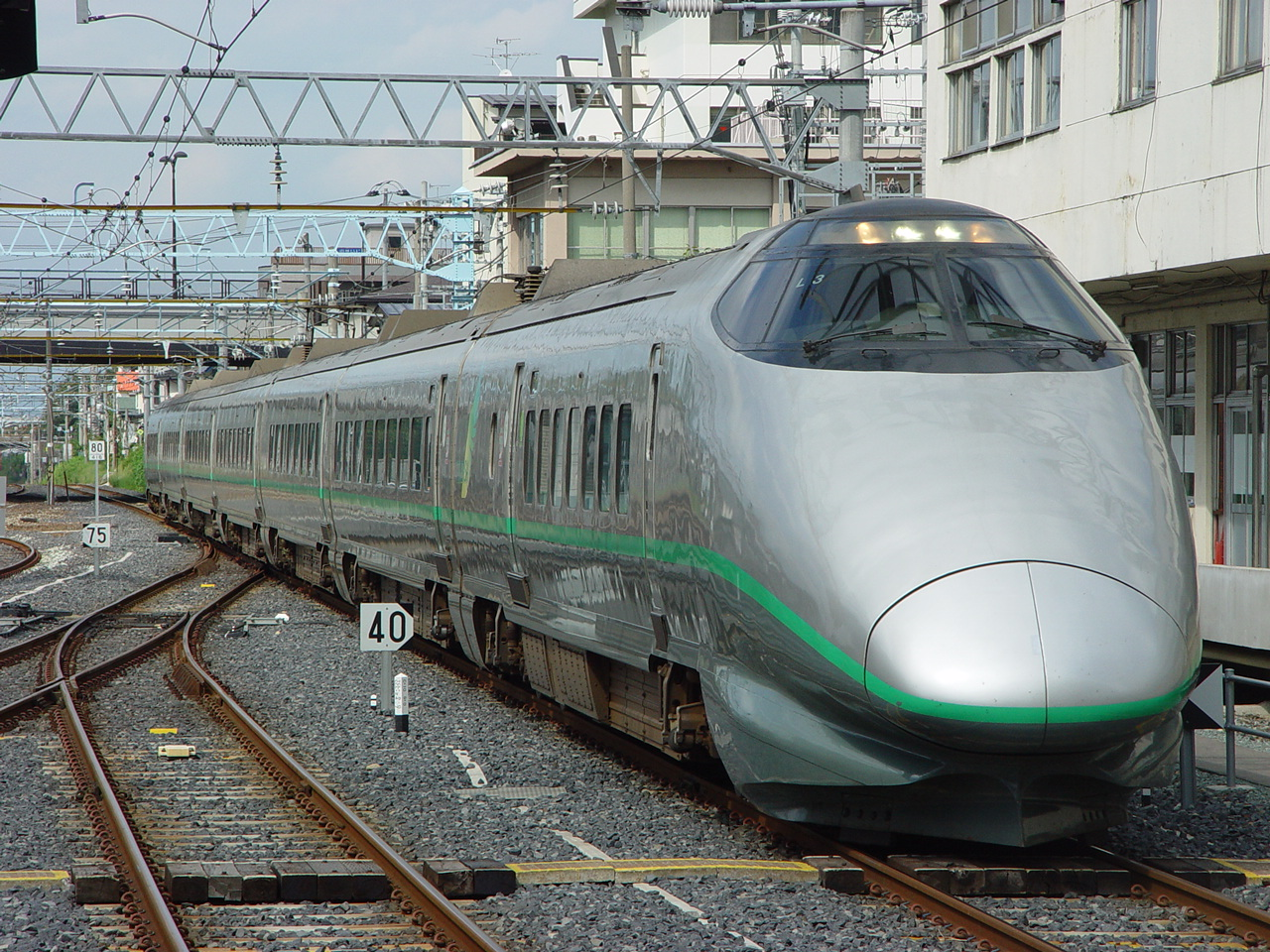
塗装変更後、JR東日本色の400系（2002年8月）

### 機器類
電源は交流50Hz25,000V（新幹線）と交流50Hz20,000V（在来線）の両方に対応している。
MM'ユニットを採用し、M車（411形・425形）には主制御器と主抵抗器が、M'車（422形・426形）には主変圧器・整流装置・補助電源装置・空気圧縮機（422形は なし）・集電装置が搭載される。
力行方式は、架線からの交流25kVを主変圧器の2次巻線を等4分割とし、それに耐圧4,000Vのサイリスタと呼ばれる半導体素子とダイオードを取付けたブリッジ（整流回路）を取付けて、4分割構成としたサイリスタ･ダイオード混合ブリッジとし、それにより整流・制御された直流電源で主電動機を駆動するサイリスタ位相制御であり、200系とほぼ同一の制御方式である。主整流装置はRS204である。
制動方式は、発電ブレーキ併用電気指令式空気ブレーキを採用しているが、発電ブレーキは200系と同じく抵抗器を使用したバーニアチョッパ制御で行われる。常用ブレーキ、非常ブレーキ、緊急ブレーキ、補助ブレーキ、耐雪ブレーキ（新幹線区間では110 km/h以下のみ作用する）、抑速ブレーキおよび直通予備ブレーキを備える。このうち、抑速ブレーキならびに直通予備ブレーキは在来線区間のみ使用可能で、新幹線区間ではインターロックにより作用しない。
400系以降は、新幹線の制御装置はVVVFインバータ制御が主流となったため、直流モーターを搭載した新幹線車両は、400系が最後である。
主変圧器(TM204)は強制風冷式を採用し、1,900kVAの容量を備える。また、変圧器の3次巻線には、架線電圧が切替わった際、切替用タップを作動させて3次巻線の電圧変動を抑える3次電源タップ切替方式が装備されている。
運転保安装置は、新幹線区間の自動列車制御装置（ATC-2型・DS-ATC）と在来線区間の自動列車停止装置（ATS-P型）が装備されている。営業最高速度は新幹線区間が240km/h、在来線区間は130km/hである。速度計は当初はアナログ式で補助として右下に7セグメントディスプレイで表示されていたが、その後東北新幹線へのDS-ATC導入に併せて2005年度にE3系と同様のグラスコックピット式の速度計に置き換えられた。
JR東日本の新幹線車両としては初めてボルスタレス台車を採用しており、その後のJR東日本の新幹線車両に採用されている。鉄道総合技術研究所で行われていたミニ新幹線用の台車研究をベースに、DT9028形、DT9029形、DT9030形の3種類が試作された。それぞれ、軸箱支持方式がコイルばね円錐ゴム併用式、円錐ゴム式、片板2枚支持板ゴム併用式である。走行試験の結果や保守性などの観点から、DT9030形をベースにしたDT204/DT204Aが製作された。

軸箱支持方式は200系のIS式から、片板2枚支持板ゴム併用式に変更された。これは、IS式では軸箱前後に配置されていた支持板により軸箱を支持していたのを、台車中央側からの2枚の支持板により軸箱を支持することで、軸箱支持のコンパクト化を図ったもので、軸箱上部と台車枠の間には、軸ダンパを装備している。引張力・加減速特性などは200系とほぼ同一だが、新幹線区間の高速直進安定性と在来線区間の急曲線の双方に対応できるよう、車輪の踏面形状が従来の新幹線の車輪の踏面形状と比べて、踏面から車輪の内側にあるフランジにかけてのカーブの変化に相違があり、フランジの厚さも薄くなっている。また、前後に配置されている車輪の車軸の距離である軸距が2,500mmから2,250mmに短縮されているほか、歯車比は200系の2.17から2.70に大きくし、新幹線区間の240km/h走行にはモーターの許容回転数を高く設定することで対応している。なお、E4系との併結運転時ではE4系側が引張力・加減速特性などを400系と同じ性能に調整していた。

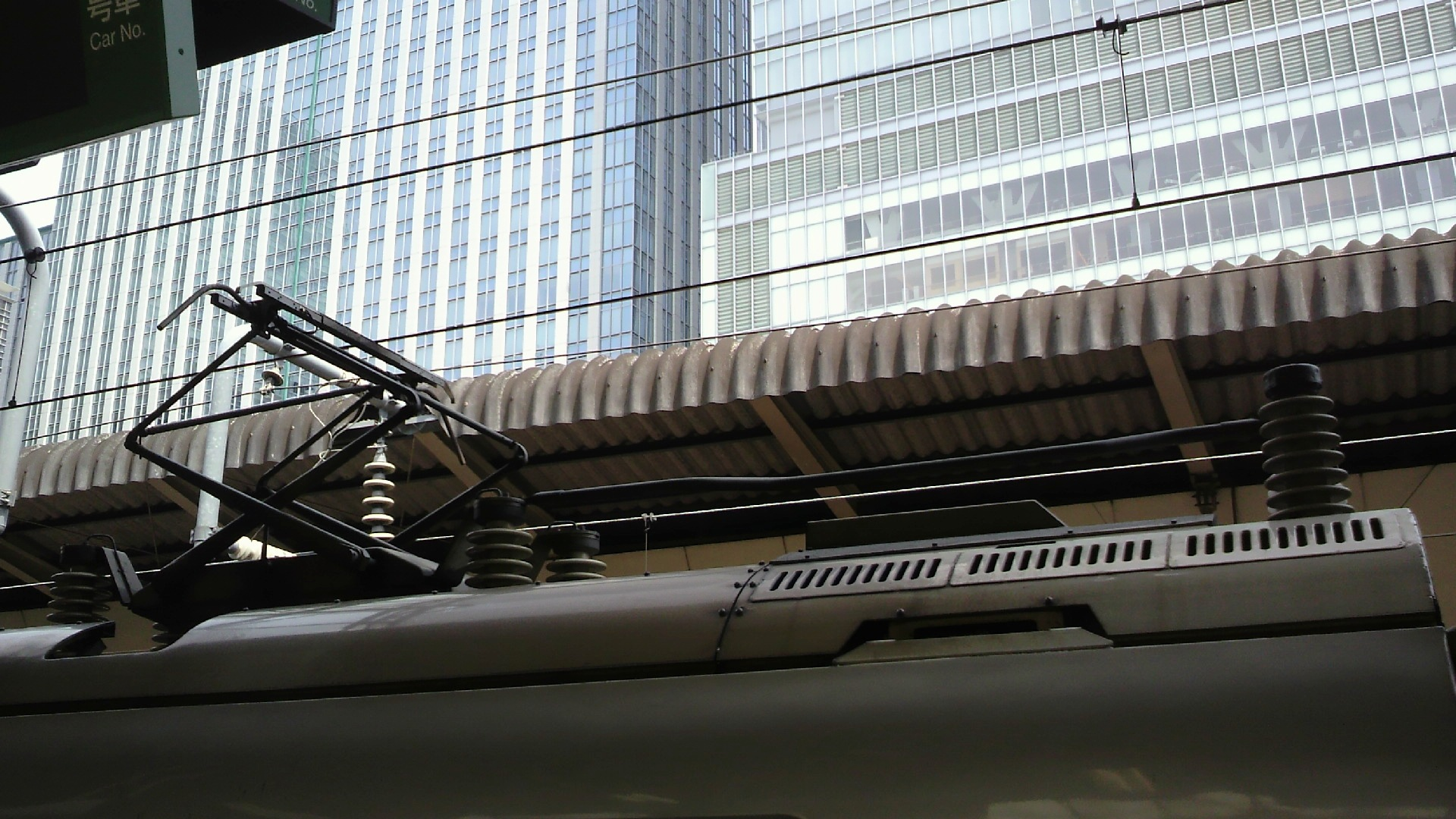
400系のパンタグラフ

パンタグラフは下枠交差式のPS204形を採用。新幹線区間と在来線区間での架線の違いに対応している。パンタグラフカバーは、在来線の車体限界の関係上搭載されていない。12号車と14号車に搭載されているが、新幹線区間では2台、在来線区間では1台のみ使用となっている。

### 車内
車体幅が狭いため、座席配列は普通車は横2列+2列の4列、グリーン車（11号車）は横2列+1列の3列となっている。
グリーン車の横3列配置は本形式が唯一である。グリーン車の座席番号はA-B-DでD席が1人掛けの席であり、C席はない。これは後に登場したE3系1000番台ではグリーン車の座席配列を横2+2列としたため、それに合わせたものである。E3系登場以前の1列席の番号はCだった。
普通車では指定席車両（12 - 15号車）と自由席車両（16・17号車）では座席の前後間隔（シートピッチ）が異なり、前者はJR東日本の新幹線普通車の標準シートピッチである980mm、後者は着席定員確保の観点から485系などと同じ910mmとされた。

当初は、グリーン車が紫系、普通車指定席が茶系、自由席が青系のモケットを採用していた。1999年（平成11年）にE3系を山形新幹線に投入した際に、座席モケットのリニューアルも実施された。
便所は当初は2両に1箇所（奇数号車の山形・新庄寄り）に設置されていたが、429形挿入に伴う7両編成化以後は、11・13・15・16号車に設置されている。11・13・16号車は洋式大便器1箇所と小便所1箇所、洗面所1箇所、15号車は洋式大便器1箇所と洗面所1箇所という構成である。

## 形式別概要
本系列に属する各形式名とその車種は以下のとおり。
奇数形式と偶数形式でペアを組んでMM'ユニットを構成する。MM'ユニット3組と付随車1両で編成を構成する。
|          |          | ← 東京山形・新庄 → |               |            |               |           |            |             |
| 号車     | 号車     | 11                 | 12            | 13         | 14            | 15        | 16         | 17          |
| 形式     | 形式     | 411形 (Msc)        | 426形 (M')    | 425形 (M)  | 426形 (M')    | 429形 (T) | 425形 (M)  | 422形 (M'c) |
| 番台     | 番台     | 0番台              | 200番台       | 0番台      | 0番台         | 0番台     | 200番台    | 0番台       |
| 座席     | 座席     | グリーン車         | 普通車        | 普通車     | 普通車        | 普通車    | 普通車     | 普通車      |
| 定員     | 定員     | 20                 | 67            | 60         | 68            | 64        | 64         | 56          |
| 重量     | 重量     | 49.0t              | 46.2t         | 44.5t      | 46.0t         | 39.6t     | 44.4t      | 48.3t       |
| 搭載機器 | 搭載機器 | Cont,MR BT         | MTr,RS APU,CP | Cont,MR BT | MTr,RS APU,CP | APU,CP BT | Cont,MR BT | MTr,RS APU  |
| 編成     | L1       | 1                  | 201           | 1          | 1             | 1         | 201        | 1           |
| 編成     | L2       | 2                  | 202           | 2          | 2             | 2         | 202        | 2           |
| 編成     | :        | :                  | :             | :          | :             | :         | :          | :           |
| 編成     | L11      | 11                 | 211           | 11         | 11            | 11        | 211        | 11          |
| 編成     | L12      | 12                 | 212           | 12         | 12            | 12        | 212        | 12          |

凡例
- MTr：主変圧器、RS：主整流装置、Cont：主制御装置、MR：主抵抗器、APU：補助電源装置、CP：空気圧縮機、BT：蓄電池

411形 (Msc)
グリーン席を備える制御電動車。11号車として使用。東京向き運転台、便所、洗面所、車内販売準備室、車掌室、車椅子対応設備を備え、主制御装置、主抵抗器、200系やE4系との分割・併合装置などを搭載する。定員20名。
422形 (M'c)
普通席を備える制御電動車。17号車（7両編成化前は16号車）として使用。山形・新庄向き運転台、スキー収納ボックスを備え、主変圧器、主整流装置、補助電源装置などを搭載する。定員56名。
425形 (M)
普通席を備える中間電動車。洋式トイレ、男子小用トイレ、洗面所、テレホンカード専用公衆電話機を備え、主制御装置、主抵抗器などを搭載する。
0番台
13号車として使用。定員60名。当初は自動販売機が設けられていたが、2008年3月に使用を停止した。
200番台
16号車（7両編成化前は15号車）として使用。定員64名。
426形 (M')
普通席を備える中間電動車。主変圧器、主整流装置、補助電源装置、空気圧縮機、集電装置などを搭載する。
0番台
14号車として使用。スキー収納ボックスを備える。定員68名。
200番台
12号車として使用。車椅子対応座席、AEDを備える。製造当初は425形と同じく公衆電話機を備えていたが2009年以降電話機を撤去、その跡にAEDを備え付けた。定員67名。
429形 (T)
普通席を備える中間付随車。15号車として使用。1995年（平成7年）の7両編成化に際して増結された車両である。便所、洗面所、スキー収納ボックスを備え、補助電源装置、空気圧縮機などを搭載する。定員64名。

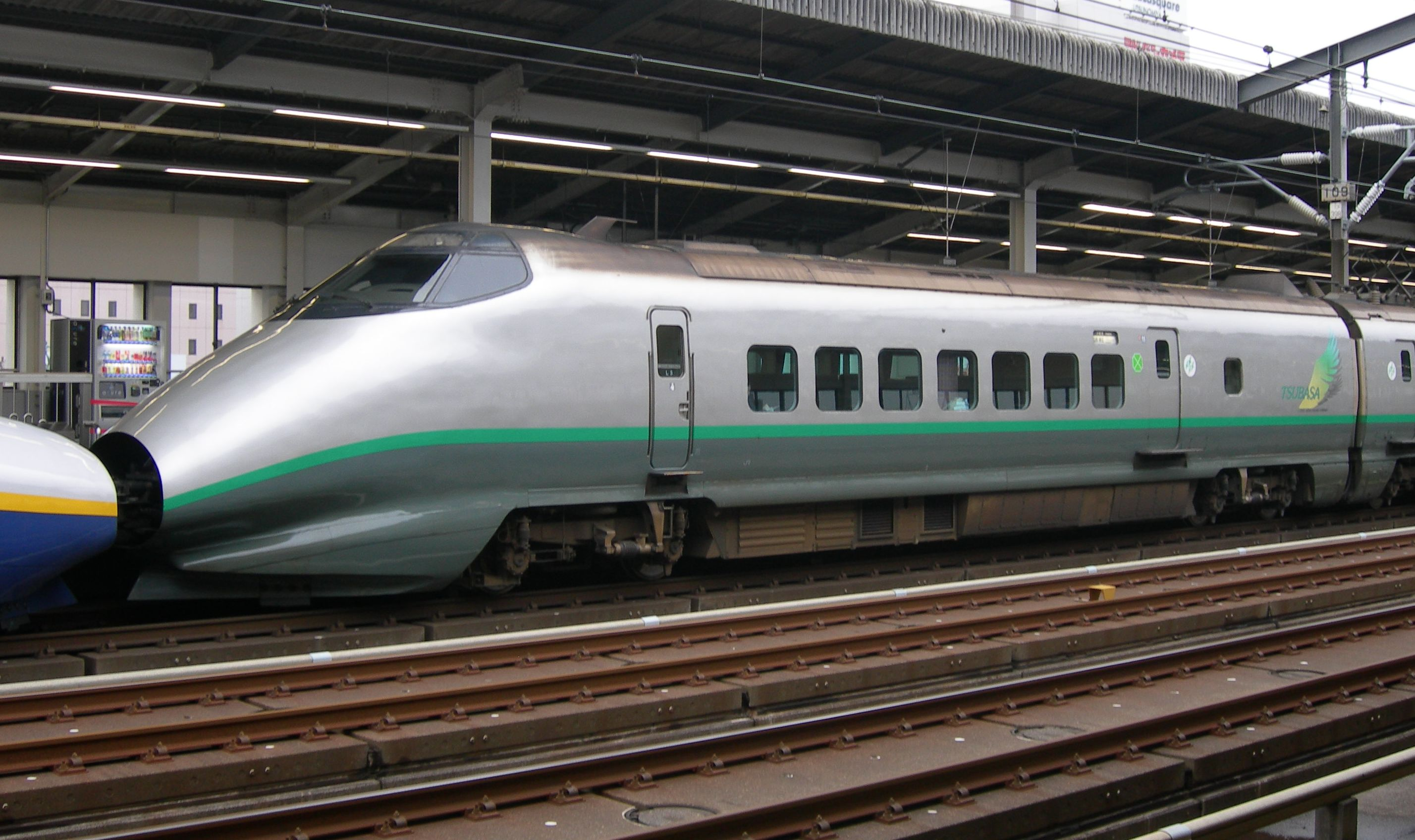
411形 (411-3)
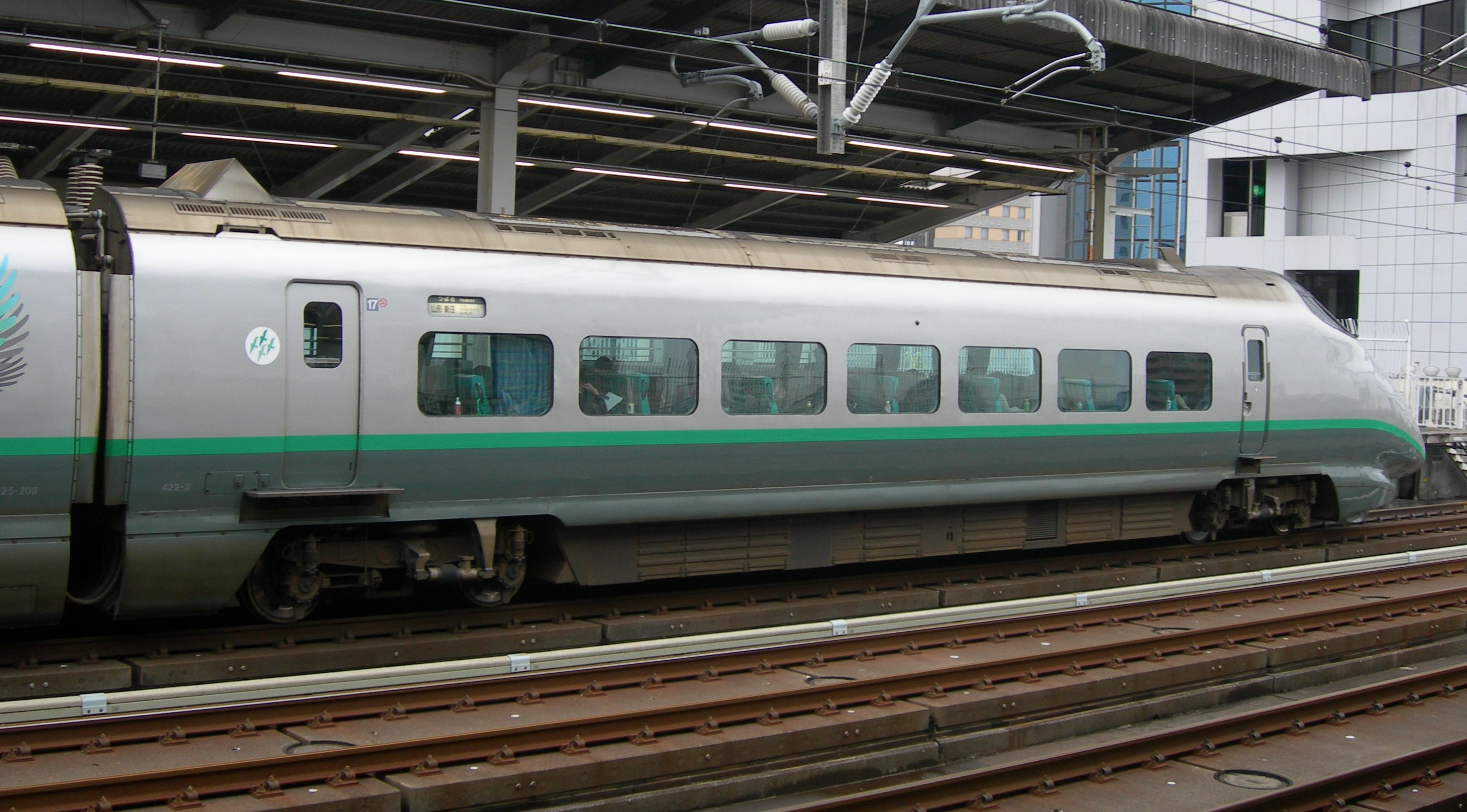
422形 (422-3)
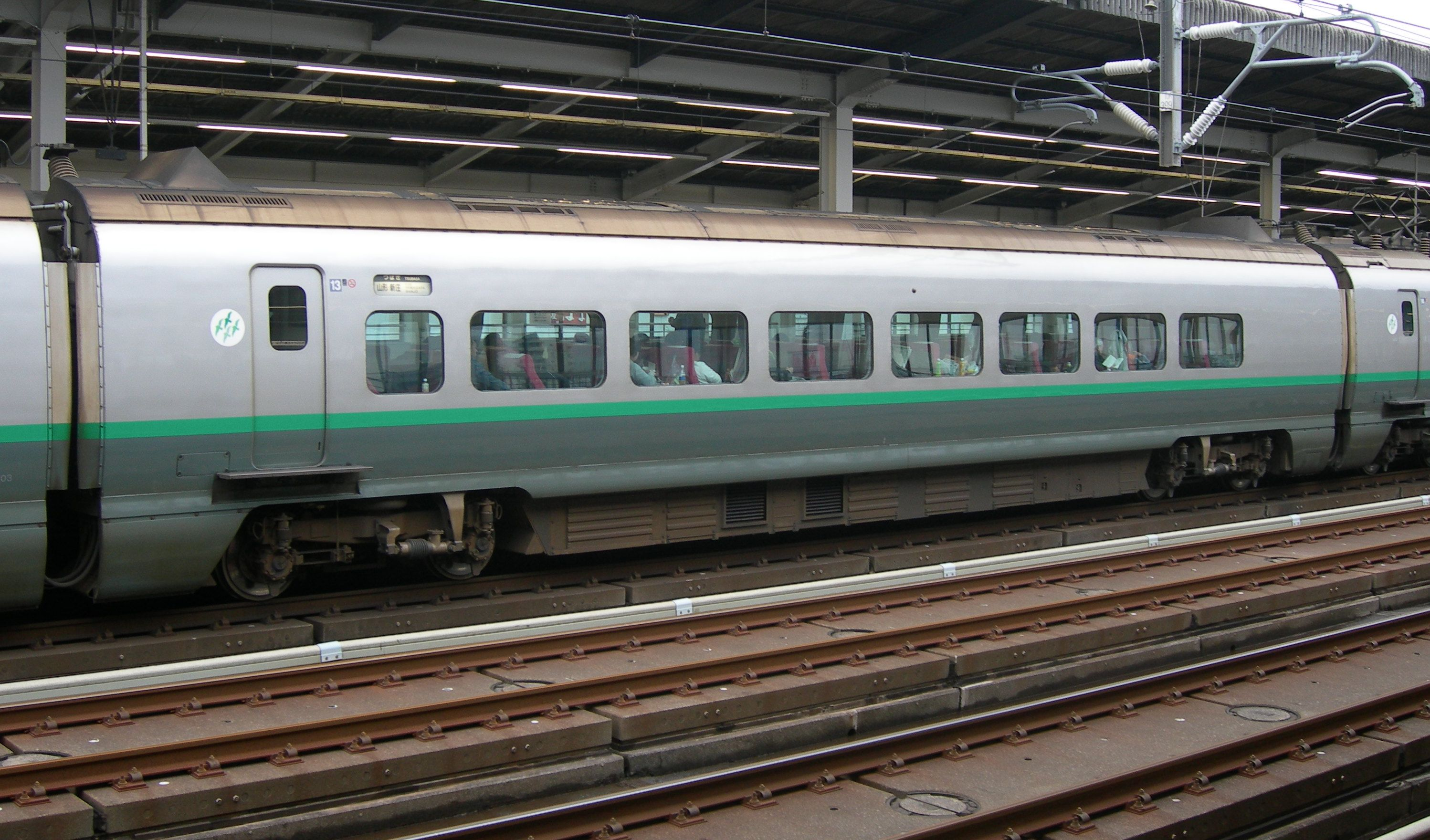
425形0番台 (425-3)
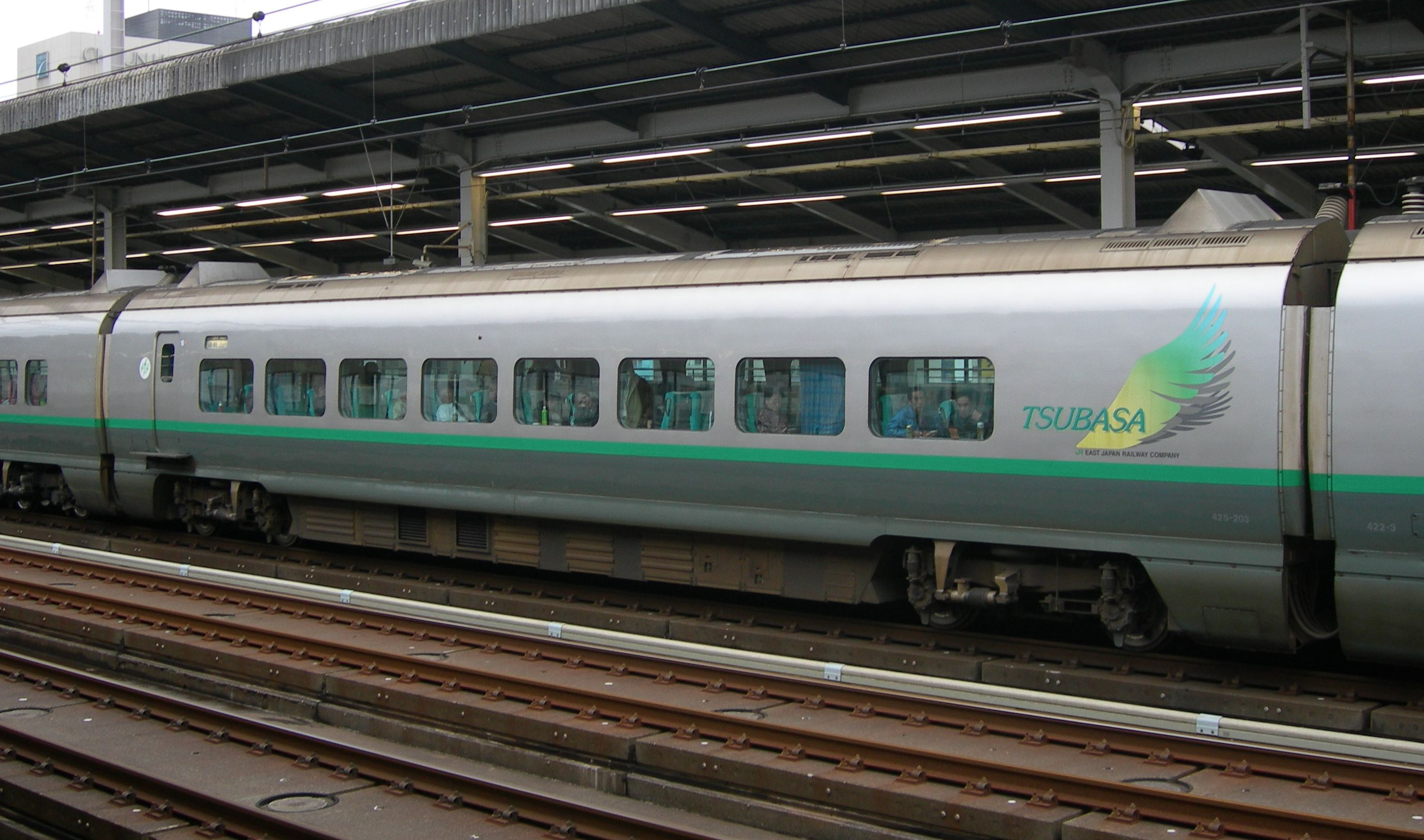
425形200番台 (425-203)
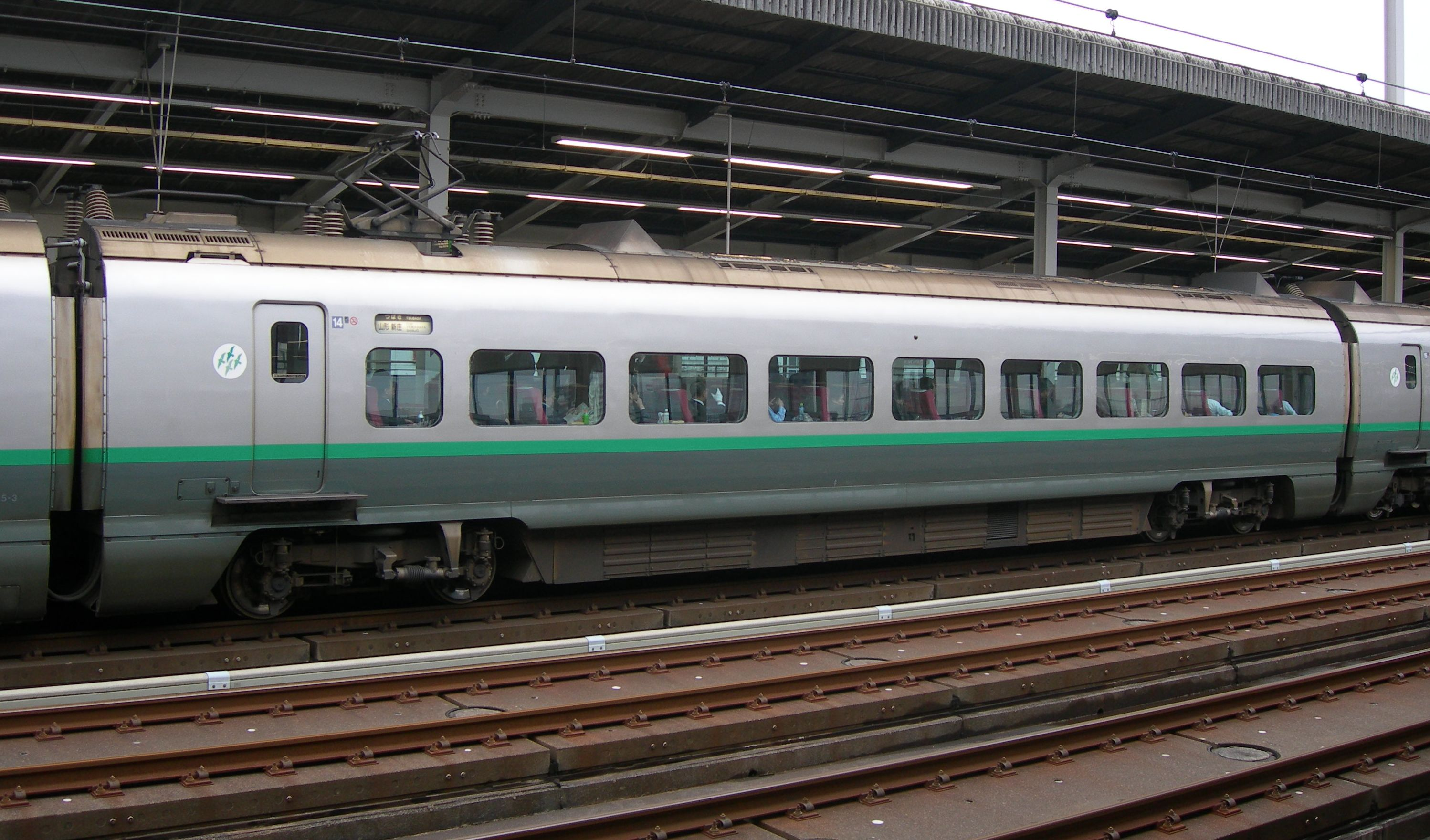
426形0番台 (426-3)
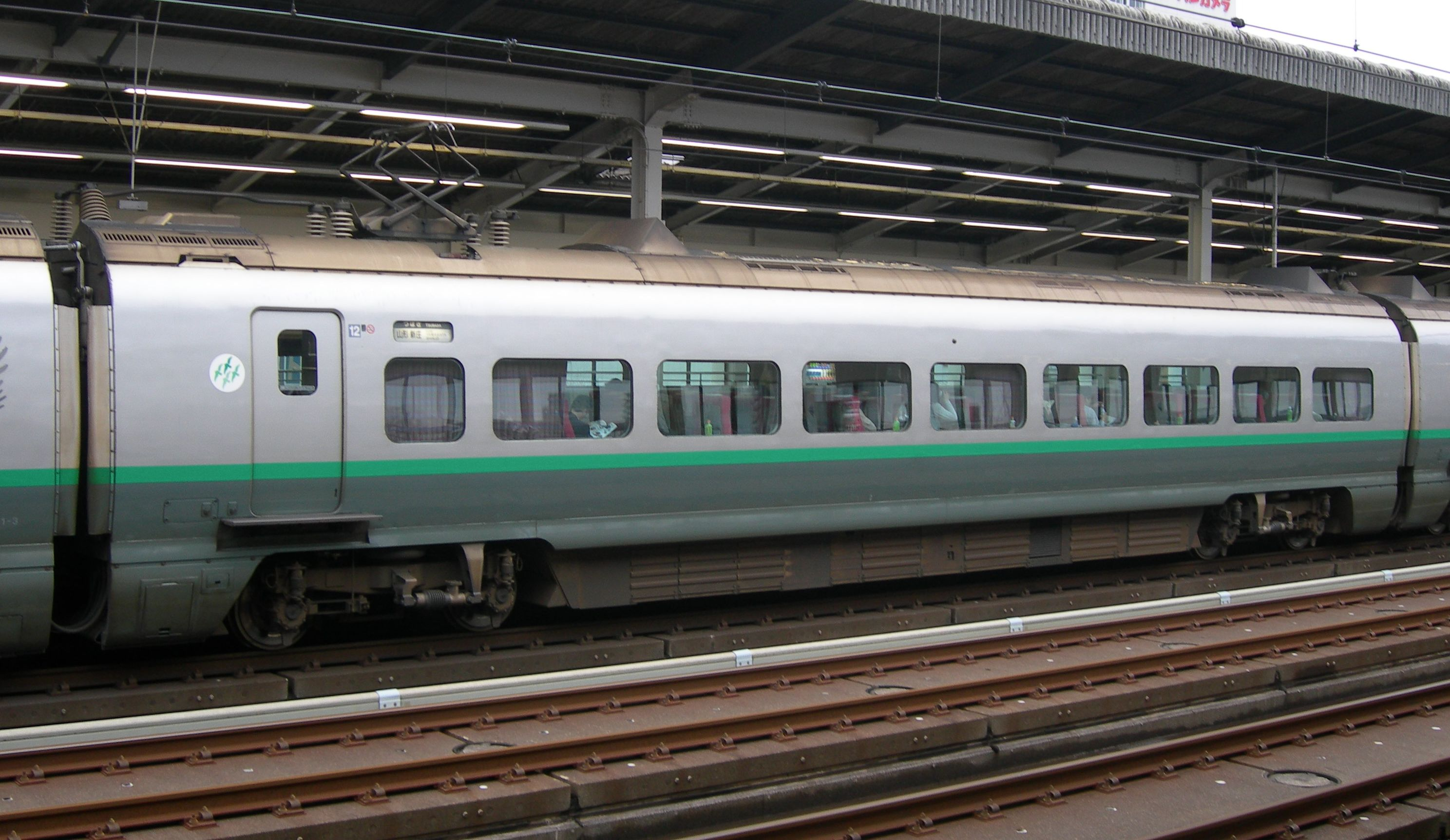
426形200番台 (426-203)
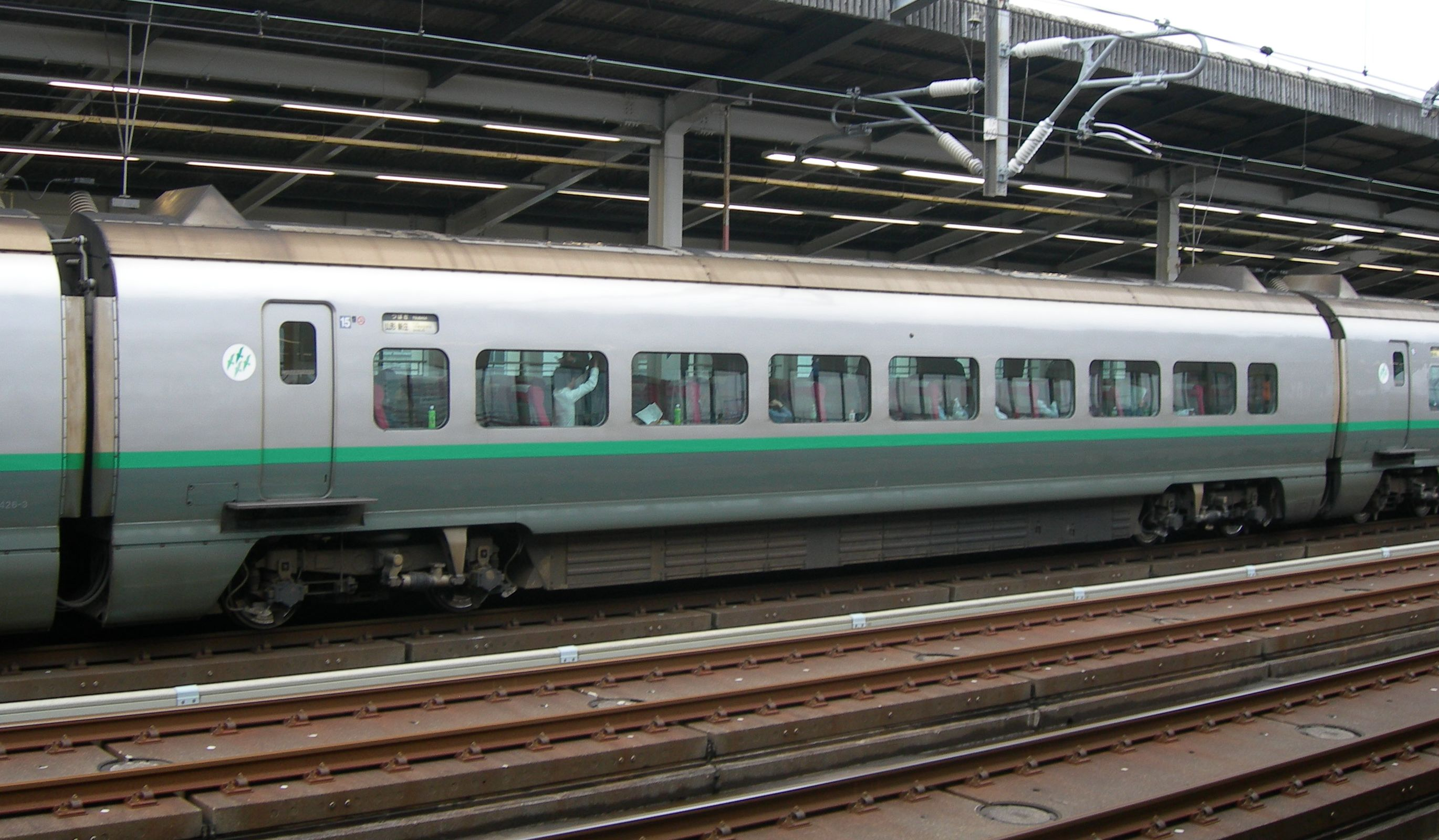
429形 (429-3)

## 試作車

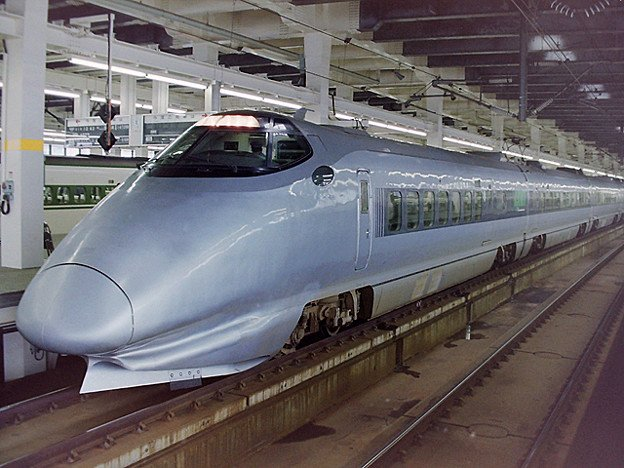
S4編成時代

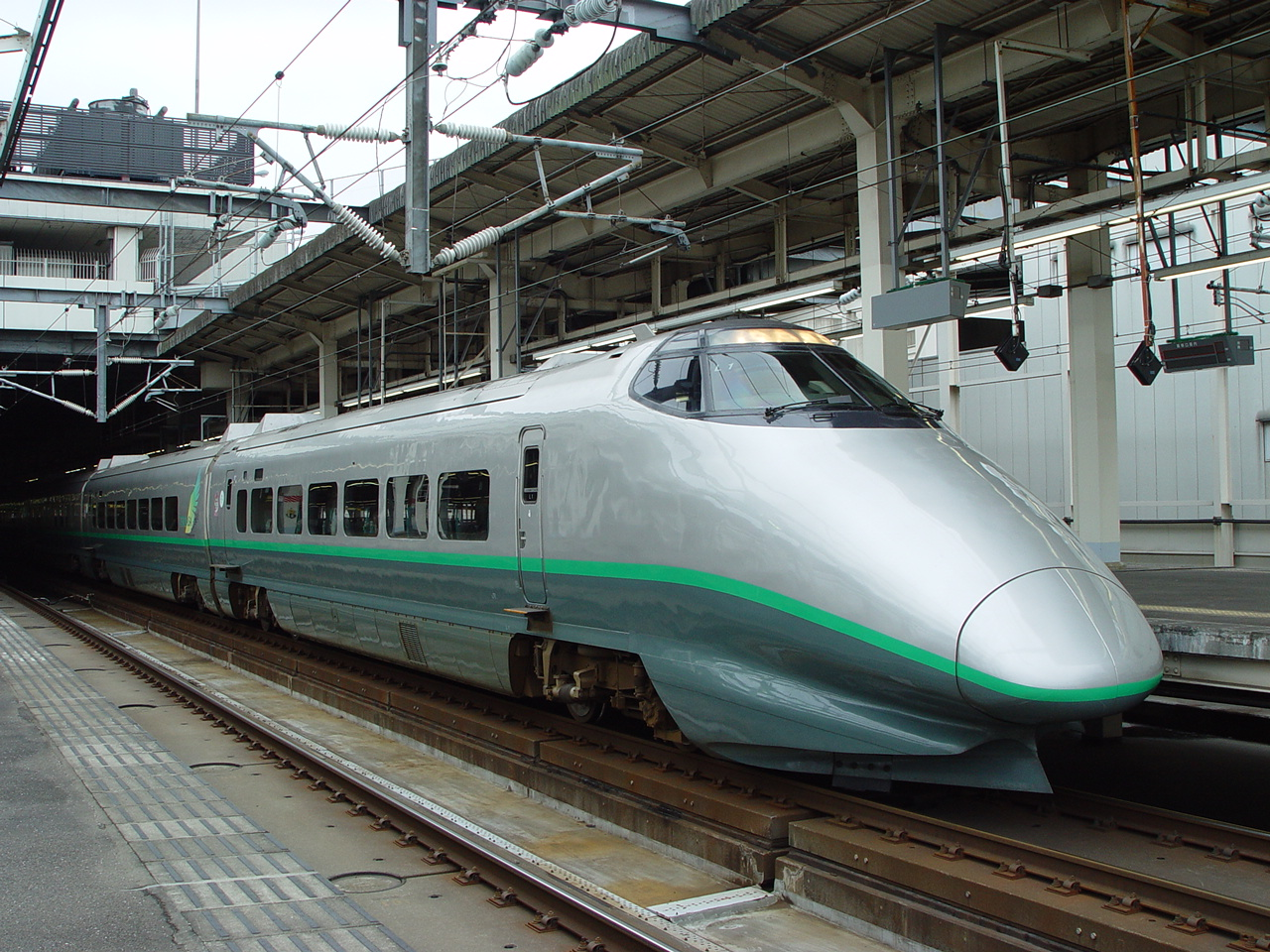
L1編成（リニューアル後・2002年6月22日 大宮駅）

通常の営業運転を行うことを前提として開発されていたが、細部がその後の量産車とは異なる仕様となっていた。落成時の形式および車両番号は暫定的なもので、量産化改造時に営業用車両の形式・車両番号に改称された。
落成当時S4編成、量産化改造後はL1編成を名乗った。
|              | ← 東京山形・新庄 → |         |       |       |         |       |
| 車種         | MSC                | M'      | M     | M'    | M       | M'C   |
| 製造時       | 401-1              | 402-1   | 403-1 | 404-1 | 405-1   | 406-1 |
| 量産化改造後 | 411-1              | 426-201 | 425-1 | 426-1 | 425-201 | 422-1 |

### 試作車と量産車との差異
- 車体形状

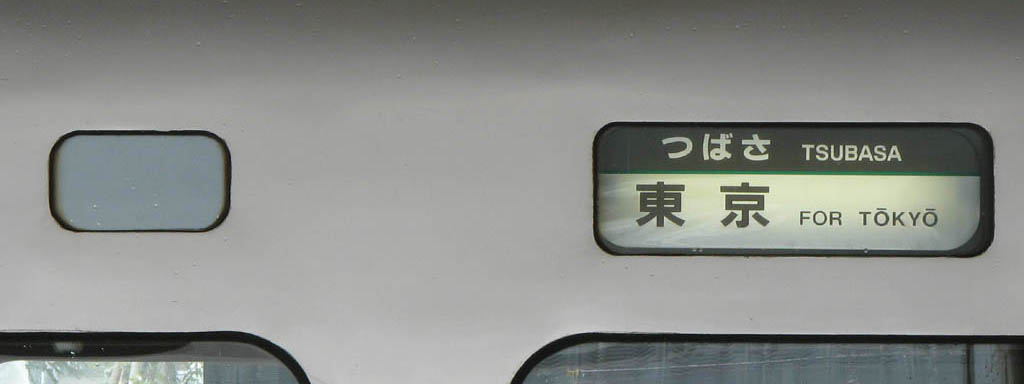
L1編成（試作編成）の行き先表示部分
（2008年2月27日 新庄駅）

  - 試作車は量産車と車体断面のRが若干異なっていたほか、16・17号車の窓寸法・間隔が12 - 15号車と同一だったためシートピッチの関係上座席と窓の位置が必ずしも合っていなかった。また、試作車は側面客扉にプラグドアを使用していた。なお1995年に製造され組み込まれた429-1（15号車）は量産車と同じ車体断面・客扉となっていた。また、試作車は側面窓下の緑帯も配されていなかった。また、新幹線区間で、ホームとの隙間を埋める客扉下のステップが、試作車では水平に車内側に引き込むようになっていたが、量産車では下側に折りたたむ構造に変更された。
- 運転台側面部の楕円窓
  - 試作車は設置していたが、量産化改造の際に埋められた。量産車は当初から設置していない。
- 分割併合装置
  - 試作車は両先頭車に搭載しているが、量産車は411形（11号車）にのみ搭載している。
- 床下カバー
  - 試作車は取り付けられている。量産車と試作車編成に組み込まれていた429-1（15号車）には取り付けられていない。
- 行先表示器

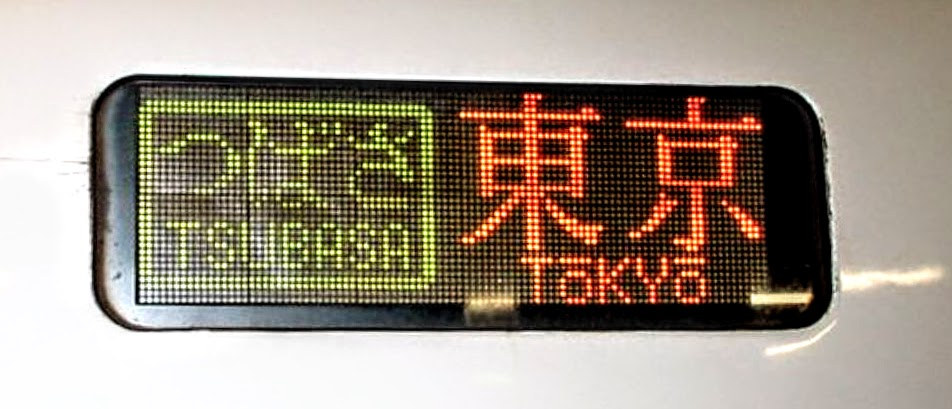
試作車の行先表示器は当時としては珍しいLED式となっていた。

  - 試作車の行先表示器は当時としては珍しいLED式となっていた。試作車は行先のほかに自由席 / 指定席を独立して表示させる表示器を設けているが、後者の表示部分は実際には使用されていない。なお、行先部分についてはLED式が採用された。量産車では行先表示部分のみを設置し字幕式となっている。試作車においても2003年（平成15年）に量産車と同様の字幕式に変更された。
- 車内
  - 試作車のグリーン車には座席に液晶モニターが備えられていたが、量産車では装備されず試作車も量産化改造の際に撤去された。
  - 試作車の普通車ではリクライニングシート以外に転換式（405-1）や固定式（406-1）の座席も試作されたが、量産化改造で全てリクライニングシートに統一された。
  - このほか仕切り壁や扉の形状も量産車と若干異なっていたが、これらは量産化改造後もそのまま残された。

## 運用の変遷
1992年（平成4年）7月1日の山形新幹線（福島 - 山形）開業と同時に「つばさ」で営業運転を開始した。東北新幹線区間（東京 - 福島）では200系と連結する列車が大半であったが、下り初発・上り最終列車や臨時列車では他車両と連結されず、単独で走行する場合もあった。
1995年（平成7年）12月1日から中間車1両を増結し、7両編成化が行われた。
1999年（平成11年）4月29日からは、E4系と連結される列車が設定された。さらに、同年12月4日には山形新幹線（山形 - 新庄）延伸開業がなされ、運用区間も新庄まで伸びた。延伸に合わせて増備されたE3系1000番台と同一の塗装（シルバー■/グレー■地に緑線■）に順次変更され、ロゴや内装もリニューアルされた。
2001年（平成13年）9月21日以降は、200系と連結する運用が消滅した。
なお、「つばさ」だけでなく、間合い運用で東京駅 - 那須塩原駅間運転の「なすの」（朝夕の一部列車。E4系と連結）にも使用されていた。また同じく山形新幹線区間を走行するE3系1000・2000番台とは共通運用が組まれていた。
2007年（平成19年）7月にE3系をベースとした新型車両を導入することが発表され、翌2008年（平成20年）12月から順次置き換えが開始された。
L1編成は2008年12月16日に定期運用から離脱し小山新幹線車両センターに疎開していたが、2009年（平成21年）1月9日に小山新幹線車両センターから新幹線総合車両センターへ廃車回送された。廃車となった車両は廃車手続と同時に所有者の山形ジェイアール直行特急保有株式会社に返却している。これが400系最初の廃車編成となった。
2010年（平成22年）に営業運転を終了することが発表。同年4月に引退記念列車が運行され（詳細は後述）、これをもって400系は正式に引退した。同年4月30日付けでL3編成が廃車となり、本系列は消滅し、E3系に道を譲った。
L3編成のうち先頭車1両は引退後しばらくの間福島駅構内の福島総合運輸区に保管されていた。

### 400系引退記念列車
400系の営業運用からの撤退を記念し、新庄駅 → 東京駅間で臨時列車「つばさ18号」が2本運転された。全席指定席で200系やE4系との連結は行われず単独走行である。運転時には、記念乗車証明書が配布された。
4月18日運転の「つばさ18号 さよなら400系」運転時には、新庄駅と山形駅で出発式が開催された。1日駅長による出発合図や、創作太鼓 鼓笛（新庄駅）/花笠踊り（山形駅）などが行われた。
| 運転日   | 列車名                         | 運転区間（始発・終着時刻）  | 途中停車駅 | 使用 編成 | 備考                  |
| -------- | ------------------------------ | --------------------------- | --- | --------- | --------------------- |
| 04月03日 | つばさ18号 「ありがとう400系」 | 新庄 07:57発 → 東京 11:48着 | 大石田駅・村山駅・さくらんぼ東根駅・天童駅・ 山形駅・かみのやま温泉駅・赤湯駅・高畠駅・ 米沢駅・福島駅・郡山駅・大宮駅・上野駅 | L3        |                       |
| 04月18日 | つばさ18号 「さよなら400系」   | 新庄 08:46発 → 東京 12:48着 | 大石田駅・村山駅・さくらんぼ東根駅・天童駅・ 山形駅・かみのやま温泉駅・赤湯駅・高畠駅・ 米沢駅・福島駅・郡山駅・大宮駅・上野駅 | L3        | 400系最終営業運転列車 |

## 編成表
| 編成   | 製造会社                           | 組成月日                       | 7両編成化      | 新塗色・ リニューアル | DS-ATC取り付け | 返還日         | 置き換えた E3系の編成 | 備考                                              |
| ------ | ---------------------------------- | ------------------------------ | -------------- | --------------------- | -------------- | -------------- | --------------------- | ------------------------------------------------- |
| S4 →L1 | 東急車輌製造 日立製作所 川崎重工業 | 1990年11月01日 →1992年06月29日 | 1995年11月14日 | 2001年03月03日        | 2005年07月27日 | 2009年01月01日 | L61                   | 1992年6月29日に 量産化改造と同時にL1に改番        |
| L2     | 川崎重工業                         | 1992年01月17日                 | 1995年11月30日 | 2001年09月14日        | 2005年10月07日 | 2009年01月23日 | L62                   |                                                   |
| L3     | 川崎重工業                         | 1992年01月28日                 | 1995年12月02日 | 2001年06月11日        | 2005年09月12日 | 2010年04月30日 | L72                   | 最後まで残存した編成・鉄道博物館に411-3が保存展示 |
| L4     | 川崎重工業                         | 1992年03月06日                 | 1995年12月12日 | 1999年12月16日        | 2005年05月28日 | 2009年09月18日 | L71                   | 新塗色・リニューアル第1編成                       |
| L5     | 川崎重工業                         | 1992年03月23日                 | 1995年12月10日 | 2000年07月28日        | 2005年11月26日 | 2009年04月21日 | L66                   |                                                   |
| L6     | 川崎重工業                         | 1992年04月02日                 | 1995年12月08日 | 2001年10月16日        | 2005年12月24日 | 2009年05月26日 | L68                   | 上り開業一番列車編成                              |
| L7     | 川崎重工業                         | 1992年04月13日                 | 1995年12月06日 | 2000年09月19日        | 2005年11月02日 | 2009年05月15日 | L67                   |                                                   |
| L8     | 川崎重工業                         | 1992年05月01日                 | 1995年12月04日 | 2000年06月19日        | 2005年06月24日 | 2009年04月03日 | L65                   |                                                   |
| L9     | 川崎重工業 日立製作所              | 1992年05月11日                 | 1995年12月20日 | 2000年04月14日        | 2006年03月22日 | 2009年02月21日 | L63                   |                                                   |
| L10    | 川崎重工業 日立製作所              | 1992年05月29日                 | 1995年12月14日 | 2001年03月30日        | 2006年02月28日 | 2009年08月07日 | L70                   |                                                   |
| L11    | 川崎重工業 日立製作所              | 1992年06月12日                 | 1995年12月16日 | 2001年02月19日        | 2006年02月06日 | 2009年06月19日 | L69                   |                                                   |
| L12    | 川崎重工業 日立製作所              | 1992年06月25日                 | 1995年12月18日 | 2000年05月29日        | 2005年04月27日 | 2009年03月19日 | L64                   |                                                   |

1. ↑  山形ジェイアール直行特急保有へ車両が返還された日。
2. ↑  L1編成（旧S4編成）は11・12号車を東急車輌製造、13・14号車を日立製作所、15号車および16・17号車（旧15・16号車）を川崎重工業が製造した。
3. ↑  L9 - L12編成の増結車両（15号車）は日立製作所が製造した。

## 保存車
2010年（平成22年）4月17日の朝日新聞サイトで、JR東日本が「鉄道遺産」として411形1両の保存を決定したとの報道があった。その後、2014年11月5日、JR東日本は鉄道博物館のリニューアル・新館増築を発表し、411-3が鉄道博物館の新館に展示されることになった。
- 411-3（L3編成11号車）
廃車後、福島総合運輸区で保管されていたが、2018年7月5日にリニューアルオープンする鉄道博物館に保存展示されることとなり、2017年12月に搬出された。車両は登場当時の旧塗装に復元され[23]、2018年7月5日から一般公開されている[24]。ただし、車内はリニューアル後の仕様になっているため、登場時とは異なる。